# Sparta (Wisconsin)
Sparta ist eine Kleinstadt (mit dem Status „City“) und Verwaltungssitz des Monroe County im US-amerikanischen Bundesstaat Wisconsin. Im Jahr 2020 hatte Sparta 10.025 Einwohner.

## Geografie
Sparta liegt im mittleren Westen Wisconsins beiderseits des La Crosse River, einem linken Nebenfluss des die Grenze zu Minnesota bildenden Mississippi. 
Die geografischen Koordinaten von Sparta sind 43°56′39″ nördlicher Breite und 90°48′46″ westlicher Länge. Das Stadtgebiet erstreckt sich über eine Fläche von 17,09 km² und wird von den Towns Sparta (im Westen) und  Angelo (im Osten) umgeben, ohne einer davon anzugehören. 
Nachbarorte von Sparta sind Cataract (17,8 km nördlich), Angelo (an der nordöstlichen Stadtgrenze), Tomah (28,1 km östlich), Norwalk (22,9 km südöstlich), Leon (8,3 km südlich), Rockland (11,5 km südwestlich) und Burns (15,5 km westlich).
Am östlichen Stadtrand von Sparta befindet sich mit FortMcCoy eine Garnison der U.S. Army.
Die nächstgelegenen größeren Städte sind Wausau (184 km nordöstlich), Wisconsins größte Stadt Milwaukee (295 km westsüdwestlich), Wisconsins Hauptstadt Madison (184 km südöstlich), Rockford in Illinois (294 km in der gleichen Richtung), die Quad Cities in Illinois und Iowa (304 km südlich), La Crosse am Mississippi (45,9 km westsüdwestlich), Rochester in Minnesota (156 km westlich) und die Twin Cities in Minnesota (270 km nordwestlich).

## Verkehr
Die Interstate 90 verläuft entlang des südlichen Stadtrandes von Sparta. Im Stadtzentrum treffen die Wisconsin State Highways 16, 21, 27 und 71 zusammen. Alle weiteren Straßen sind untergeordnete Landstraßen, teils unbefestigte Fahrwege sowie innerörtliche Verbindungsstraßen.
Durch Sparta verläuft eine Eisenbahnlinie für den Frachtverkehr der Canadian Pacific Railway (CPR).
In Sparta treffen der Elroy-Sparta State Trail und der La Crosse River State Trail zusammen, zwei auf der Trasse einer ehemaligen Eisenbahnstrecke der früheren Chicago and North Western Railway verlaufende Rail Trails für Wanderer und Radfahrer. Im Winter können die Wanderwege auch mit Schneemobilen befahren werden.
Mit dem Sparta/Fort McCoy Airport befindet sich 8 km westlich von Sparta ein in Besitz der U.S. Army befindlicher Flugplatz, der auch für zivile Nutzung (Allgemeine Luftfahrt) geöffnet ist. Der nächstgelegene Verkehrsflughafen ist der La Crosse Regional Airport (43,4 km westsüdwestlich).

## Bevölkerung
Nach der Volkszählung im Jahr 2010 lebten in Sparta 9522 Menschen in 3986 Haushalten. Die Bevölkerungsdichte betrug 557,2 Einwohner pro Quadratkilometer. In den 3986 Haushalten lebten statistisch je 2,32 Personen. 
Ethnisch betrachtet setzte sich die Bevölkerung zusammen aus 92,2 Prozent Weißen, 1,5 Prozent Afroamerikanern, 0,6 Prozent amerikanischen Ureinwohnern, 0,5 Prozent Asiaten, 0,1 Prozent Polynesiern sowie 3,5 Prozent aus anderen ethnischen Gruppen; 1,6 Prozent stammten von zwei oder mehr Ethnien ab. Unabhängig von der ethnischen Zugehörigkeit waren 6,8 Prozent der Bevölkerung spanischer oder lateinamerikanischer Abstammung. 
24,9 Prozent der Bevölkerung waren unter 18 Jahre alt, 60,5 Prozent waren zwischen 18 und 64 und 14,6 Prozent waren 65 Jahre oder älter. 51,2 Prozent der Bevölkerung waren weiblich.
Das mittlere jährliche Einkommen eines Haushalts lag bei 41.132 USD. Das Pro-Kopf-Einkommen betrug 20.518 USD. 14,9 Prozent der Einwohner lebten unterhalb der Armutsgrenze.

## Bekannte Bewohner
- William Hawley Atwell (1869–1961): Bundesrichter, geboren in Sparta
- Edward R. Burke (1880–1968): demokratischer Abgeordneter in beiden Häusern des US-Kongresses, aufgewachsen in Sparta
- John J. Esch (1861–1941): langjähriger republikanischer Abgeordneter des US-Repräsentantenhauses (1899–1921), aufgewachsen in Sparta
- Robert Herman Flock Bever (* 1956): römisch-katholischer Bischof von San Ignacio de Velasco in Bolivien, geboren in Sparta
- Edgar Stillman Kelley (1857–1944), Komponist, Dirigent, Organist, Pianist, Musikkritiker und Musikpädagoge, geboren in Sparta
- Deke Slayton (1924–1993): Raumfahrer, geboren und aufgewachsen in Sparta